# Дедді Янкі
Рамон Луїс Айяла Родрігес (ісп. Raymon Luis Ayala Rodríguez; народ. 3 лютого 1976, Сан-Хуан, Пуерто-Рико), відоміший як Дедді Янкі (англ. Daddy Yankee) — пуерто-ріканський співак, актор і музичний продюсер. Один з найбільш відомих представників стилю реггетон.

## Біографія
Рамон народився у місті Сан-Хуан, Пуерто-Рико. У ранньому віці мріяв стати професійним гравцем у бейсбол, однак, через травму ноги, вирішив присвятити життя іншому своєму захопленню — музиці. У 17 років одружився з Міредіс Гонсалес (ісп. Mireddys González), зараз у них троє дітей. Продажі альбомів співака в США і Латинській Америці досягли майже мільйона примірників. Найпопулярніша його композиція — «Gasolina» («Бензин»). Дедді Янкі має своєрідну зовнішність, його образ навіяний гангстерською негритянською культурою США. Лауреат музичної премії Lo Nuestro, номінувався на «Греммі» та MTV Video Music Awards. Знявся у фільмі «Талановитий хлопець» у 2008 році.
Також відомий своєю спільною піснею з Луїсом Фонсі під назвою «Despacito», кліп на яку зібрав понад 7 млрд переглядів на відеохостингу YouTube, а також посів перше місце у світі за кількістю прослуховувань на музичних стримінгових сервісах.
2019 року випустив сингл Con Calma, який певний час очолював глобальний Shazam Music Awards.

## Дискографія
Студійні альбоми
- No Mercy (1995)
- El Cangri.com (2002)
- Los Homerun-Es De Yankee, Vol. 1 (2003)
- Barrio Fino (2004)
- Salsaton "Salsa Con Reggaetón" (Salsatón: Salsa con reggaetón) (2006)
- El Cartel: The Big Boss (2007)
- Mundial (2010)
- Prestige (2012)
- King Daddy (2013)
- El Disco Duro (2020)
- Legendaddy (2022)

Альбоми-збірки
- Los Homerun-es (2003)

Концертні альбоми
- Ahora le Toca al Cangri! Live (2005)
- Barrio Fino en Directo (2005)

Інші альбоми
- El Cartel de Yankee (1997)
- El Cartel II: Los Cangris (2001)
- Talento de Barrio (2008)
- King Daddy (2013)
- Con Calma & Mis Grandes Exitos (2019)